# Aanmeldcentrum Ter Apel
Het asielzoekerscentrum in Ter Apel van het Centraal Orgaan opvang asielzoekers, aan de westzijde van het dorp Ter Apel, is een van de grootste asielzoekerscentra van Nederland. Gemiddeld verblijven er rond de 2.000 asielzoekers in het centrum. Vrijwel alle asielzoekers moeten zich hier melden als ze in Nederland komen. Er is het aanmeldcentrum (AC) van de Immigratie- en Naturalisatiedienst, de centrale ontvangstlocatie (col), de procesopvanglocatie (pol), de locatie voor alleenstaande minderjarige vreemdelingen (amv), de vrijheidsbeperkende locatie (vbl) en een opvang voor asielzoekers met een kansarme asielaanvraag, de zogenaamde procesbeschikbaarheidslocatie (pbl).

## Geschiedenis
In mei 1996 werd op een voormalig NAVO-terrein bij Ter Apel een vertrekcentrum voor uitgeprocedeerde asielzoekers geopend. In juni 2001 werd het aanmeldcentrum Ebony van de Immigratie- en Naturalisatiedienst geopend. Ook heeft het centrum een procesopvanglocatie, een opvang voor alleenstaande minderjarige vreemdelingen, een vrijheidsbeperkende locatie en een versoberde opvang voor asielzoekers uit veilige landen. In 2010 sloten het COA en de gemeente Vlagtwedde een bestuursovereenkomst, waaraan het COA masterplan Ter Apel ten grondslag lag. Als gevolg van de overeenkomst werd alle bebouwing op eigen COA-terrein afgebroken en vervangen door nieuwbouw.

### Gezondheidsklachten
Nadat er vanaf 2015 was begonnen aan nieuwbouw in het centrum, liep het ziekteverzuim onder personeel op. Uit onderzoek van het Dagblad van het Noorden bleek in maart 2017 dat oude bodemverontreinigingen niet adequaat zouden zijn aangepakt. Uit een onderzoek dat het COA liet doen bleek dat gezondheidsklachten toe te schrijven waren aan de slechte staat van de gebouwen. Werknemers hadden klachten overeenkomstig met het sickbuildingsyndroom. Na het onderzoek werden er meerdere aanpassingen aan de gebouwen gedaan voor een gezonder binnenklimaat.

### Asielcrisis
Na weken van onrust bestempelde de veiligheidsregio Groningen in oktober 2021 de opgelopen toestroom van asielzoekers als ernstige crisis en begon een artikel 51-procedure. De situatie in het centrum zou onhoudbaar zijn; in de nachtopvang verbleven 750 asielzoekers, terwijl er slechts plaats was voor 275. Het kabinet ging niet in op het verzoek van de veiligheidsregio. In april 2022 sprak de burgemeester van Groningen, Koen Schuiling, zich uit over de omstandigheden in het asielzoekerscentrum en het onvermogen hier iets aan te kunnen doen. Als het gevolg van de capaciteitsproblemen moesten in augustus 2022 honderden asielzoekers buiten het asielzoekerscentrum bij Ter Apel overnachten.

## Vervoer
Veelal reizen asielzoekers met de bus tussen Station Emmen en het asielzoekerscentrum. Na de Europese vluchtelingencrisis verschenen er beveiligers op de bussen, op kosten van Qbuzz en de provincies Groningen en Drenthe. Vaak waren er geweldsincidenten op de buslijn. In april 2019 besloot staatssecretaris Mark Harbers van Justitie en Veiligheid dat er voor een periode speciale pendelbussen zouden worden ingezet om de reguliere buslijn te ontzien. In augustus 2021 werd dit verlengd tot het einde van het jaar. In 2022 is er geld vrijgemaakt om de pendelbus tot 2026 te laten rijden.